# フクザワ
フクザワ（3月11日 - ）は、日本のイラストレーター。兵庫県出身。
大学4年生時にCOLD KITCHIENのCDジャケットをきっかけに活動開始。
CDジャケット、バンド・アーティスト・イベントグッズなど、音楽関連のデザインのほか、自身もライブステージに立ち、音楽アーティストの隣で、与えられた時間内に1枚の絵を仕上げるパフォーマンスとしてライブペインティングの活動も行っている。

## 作品リスト

### CDジャケット
- COLD KITCHEN
  - 断罪のフィードバック
- root13.
  - 全作品
- Lyu:Lyu
  - 君と僕と世界の心的ジスキネジア
  - 潔癖不感症
- 未完成VS新世界
  - 未完成の商業音楽[6]
- OverTheDogs
  - 冷やし中華以外、始めました。
  - 君が使える魔法について
  - WORLD OF SNEEZER
- 森山タカヒロBAND
  - アンチテーゼに愛を込めて
- The Calendar of Happy Days
  - Feelback-View
- V.A.
  - 私とボカロのある日常
  - ガールズトーク
  - MARBLE CAKES
  - 6joma compilationアルバム
- 0.8秒と衝撃。
  - いなり寿司ガールの涙、、、EP
  - ジャスミンの恋人
- ircle
  - 風の中で君を見たんだ

### グッズ
- クリープハイプ
  - 2011年 全国ツアー「つま先はその先へ」グッズ｜クリープハイプ Official web site
  - 2011年 全国ツアー「待ちくたびれてクリープハイプがくる」
- ircle
  - さよならリリーTシャツ[7]
- ましのみ
  - ワンマンライブ「MashinomiX Vol.1」コラボグッズデザイン

### 連載
- 四コマ漫画「タイトル不明」（連載終了、ETOPICA）
- 四コマ漫画「軽音楽部高校2年生「ナナ（主人公）」の、ゆるい日常 」（連載終了、マイナビ進学U17）
- イラストコラム「あの曲のイメージイラスト」（2014年 - 連載中、Skream![8]）

### 書籍
- 君の音と僕の色 (2017/6/30,KADOKAWA,978-4047346741,4047346748)
- 胸ギュン（HAJIME FANTASY／著）

### その他の作品
- アプリ「私のバンドマン」（2014年、監修、キャラクターデザイン、ストーリー[9]）

## 主なライブ

### 出演イベント
- 2013年02月07日 - 別世界 Vol.1（石井ナルト(Qomolangma Tomato)との共演）
- 2013年04月29日 - COMIN'KOBE13（高津戸信幸(Dirty Old Men)との共演）
- 2013年06月01日 - 百万石音楽祭〜ミリオンロックフェスティバル〜2013（NINGEN OKとの共演）
- 2013年06月23日 - TOKYO BOOTLEG CIRCUIT'13（root13.との共演）
- 2013年07月20日 - FREEDOM NAGOYA 2013
- 2013年08月16日 - 「a(え～)じゃないか vol.2」
- 2013年09月07日 - BAYCAMP 2013（bomiとの共演）
- 2013年12月19日 - OverTheDogs×フクザワpresents 秘密の2MAN LIVE!!
- 2014年04月05日・6日 - Yuya Tsuji Presents ETERNAL ROCK CITY.2014（岩崎慧（セカイイチ）・工藤成永（Any）との共演）
- 2014年06月07日・8日 - 百万石音楽祭〜ミリオンロックフェスティバル〜 2014（白江宗司（A(c)）・小高芳太郎（LUNKHEAD）との共演）
- 2014年07月05日 - 見放題2014（佐々木健太郎（アナログフィッシュ）・コヤマヒデカズ（CIVILIAN）・金田康平（THEラブ人間）・粟子真行（ココロオークション）との共演）
- 2014年07月27日 - MURO FESTIVAL 2014（高津戸信幸(MAGIC OF LiFE)との共演）
- 2014年10月17日 - シブカル祭。 2014（日向文との共演）
- 2015年07月04日 - 見放題2015（粟子真行(ココロオークション)・ヒジカタナオト(ドラマチックアラスカ)・中山卓雄(グッバイフジヤマ)との共演）
- 2015年07月26日 - MURO FESTIVAL 2015（松本明人(真空ホロウ)との共演）
- 2016年05月08日 - ATF&CHELSEA HOTEL PRESENTS ガールズトークフェスティバル 2016
- 2016年05月28日 - Shimokitazawa SOUND CRUISING 2016（カノエラナとの共演）
- 2016年11月13日 - クリエイターズフェスティバル2016 in TOKYO
- 2017年06月17日・18日 - OTOSATA ROCK FESTIVAL 2017
- 2017年07月22日・23日 - MURO FESTIVAL 2017
- 2017年10月07日 - RIZE UP CIRCUIT 2017
- 2018年07月21日・22日 - MURO FESTIVAL 2018
- 2018年10月14日 - 弁天周遊祭=BENTEN CIRCUIT=
- 2018年10月27日 - 日本工学院専門学校学園祭 第53回かまた祭 ライブペイント（ましのみとの共演）
- 2018年12月19日 - よるのひびき（蒼山幸子(ねごと)・塩入冬湖(FINLANDS)との共演）
- 2019年01月19日 - EARNIE FROGs 東名阪ライブツアー2019～交叉点～
- 2019年05月18日 - 武蔵野音楽祭蓮の音カーニバル2019
- 2019年07月06日 - 見放題2019（池田篤(ニアフレンズ)・北林英雄(アルコサイト)との共演）
- 2019年07月20日・21日 - MURO FESTIVAL2019（高津戸信幸(MAGIC OF LiFE)・河内健悟(ircle)との共演）
- 2019年09月15日 - TOKYO CALLING 2019（岩田真知(aquarifa)との共演）
- 2019年12月07日 - 下北沢にて'19